# Армяне в Шемахе
Армяне Шемахи (арм. Շամախիի հայեր) — армяне, проживавшие на территории, соответствующей современному Шемахинскому району, и говорившие на особом шамахинском диалекте армянского языка. Армяне сохраняли значительное присутствие в Шемахинском районе вплоть до Первой карабахской войны, результатом которой стало их насильственное переселение в Армению. В начале XVIII века армяне составляли большинство населения города Шемахи.

## История

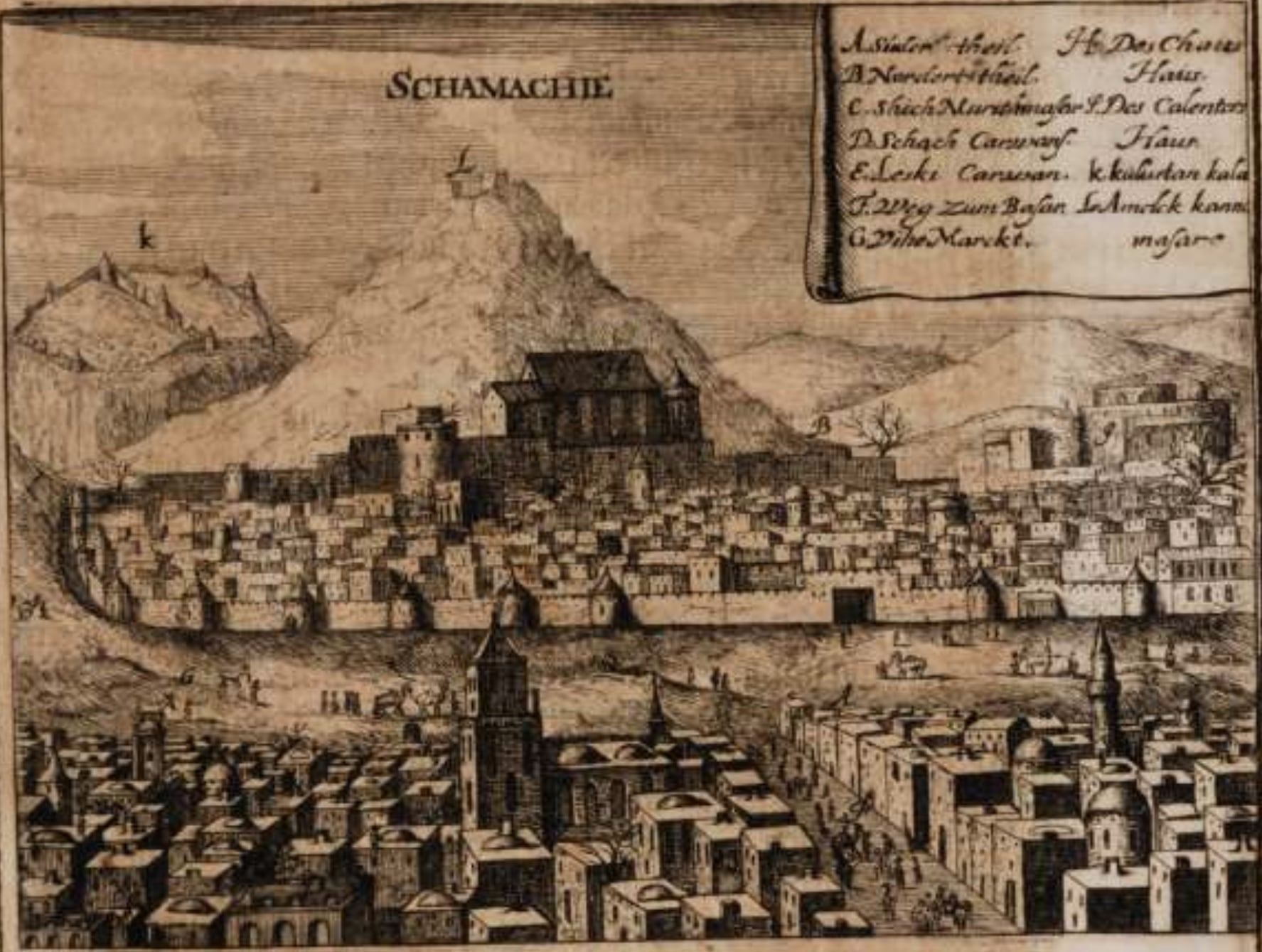
Изображение Шамахи в XVI веке из книги Адама Олеария

Армяне издревле играли значительную роль как торговые посредники (особенно в торговле шёлком) между южным побережьем Каспия (Персией) и Восточной Европой. Данный путь шёл с юга через Шемаху вдоль западного берега Каспия на Волгу и её притоки.
Борис Миллер пришёл к выводу, что армяне Мадрасы могли быть одними из первых переселенцев с Апшеронского полуострова, где исторически засвидетельствовано присутствие христианской общины. Археолог Владимир Сысоев, который посетил Шамаху в 1925 году и описал руины средневековой армянской церкви, провел беседы с местными жителями, датировавших первое поселение армян в Шамахе и его окрестностях концом XVI или началом XVII века.
Английский дипломат и член английской торговой компании Энтони Дженкинсон, предложивший Ивану Грозному проект торговли с Персией, во время своего визита в Шамаху в 1562 году описывал её так: «Этот город находится в пяти днях ходьбы на верблюдах от моря, нынче он сильно обрушился; населен преимущественно армянами…».
Свидетельство Энтони Дженкинсона подтверждает также Антонио Мануццио в своей работе «Путешествие в Танаис, Персию, Индию и Константинополь» (1559) по отчету венецианского дипломата Джосафат Барбаро, посетившего Шемаху в 1476 г.: «Это хороший город (Sammachi): имеет от четырёх тысяч до пяти тысяч дымов, и производит шелк и хлопок, и другие вещи согласно своим обычаям, находится в Армении великой (Armenia grande), и большинство жителей из народа армян (sone Armeni)».

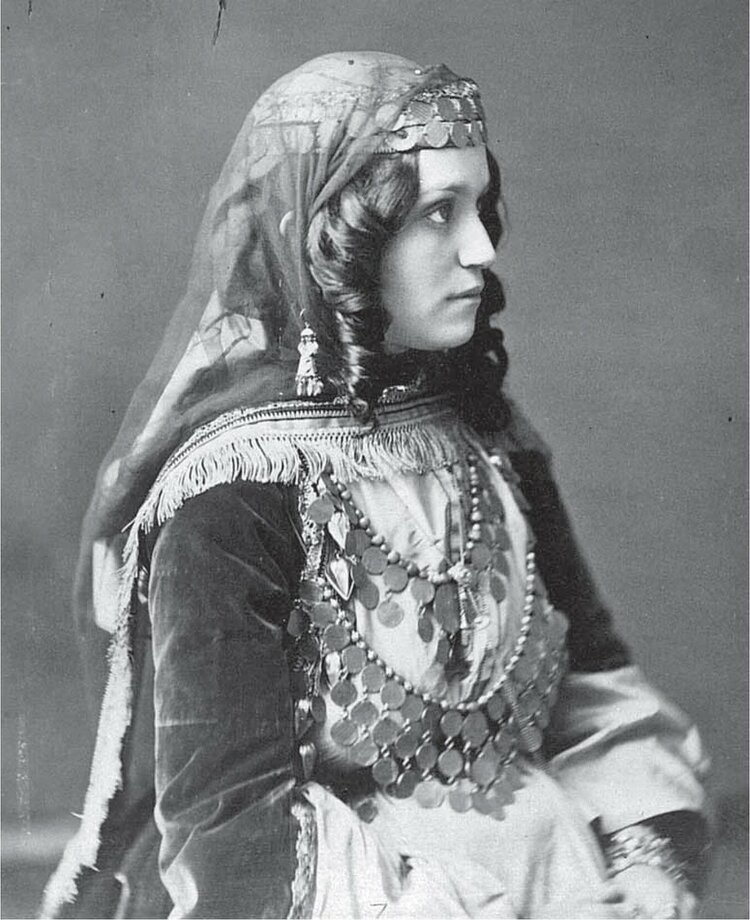
Армянка из Шемахи в нарядном костюме (XIX век)

В 1607 году, согласно монахам-кармелитам, Шамаха была населена армянами и тюрками. Адам Олеарий, посетивший  в 1637 году, писал о городе следующее: «В городе 5 ворот. Улицы в обеих частях очень узки, с низкими каменными, глиняными и земляными домами; живут здесь персы, армяне и нeмного грузин; хотя каждая из этих наций и имеет свой особый язык, все они, как и вообще жители Ширвана, говорят по-турецки». В 1670-х годах испанский путешественник Педро Куберо Себастьян также писал, что в Шамахе живут «персы, армяне и грузины», при этом термин «персы» здесь включает и тюркоговорящее население. В 1716-1717 годах из-за свирепствовавшей чумы в Шемахе и её окрестностях умерло 70 тысяч человек.
По данным британского многотомника по истории «An Universal History: From the Earliest Accounts to the Present Time» за 1765 год, в Шемахе проживало около 60 000 жителей, в основном армян и чужестранцев, которых привлекал город.
Британская энциклопедия Penny Cyclopaedia в 1833 году сообщает, что, по официальным данным 1832 года, в Шамахе проживало всего лишь 2233 семьи, что является результатом разорения города «самым варварским образом горцами Дагестана» в 1717 году. В Британской энциклопедии говорится, что в 1873 году в городе проживало 25 087 жителей, «из них 18 680 татар и шахцев, 5 177 армян и 1 230 русских»[уточнить].
Согласно Энциклопедическому словарю Брокгауза и Ефрона, к 1903 году армяне составляли 18% населения города Шемахи, общее число жителей которого было 20 008 человек (10 450 мужчин и 9 558 женщин). Вследствие землетрясений, части Шемахи регулярно разрушались, унося жизни тысяч горожан. Сильные землетрясения отмечены в 1607, 1669 (около 8 000 жертв), 1806, 1824, 1847, 1859, 1869, 1871, 1902 годах. Последнее разрушило почти весь город, погребя под развалинами более 3 000 жертв.
Накануне Первой мировой войны в регионе Шемахи существовали значительные армянские поселения. В 1914 году при общем населении города около двадцати пяти тысяч человек, в Шемахинском уезде было около 24 армянских сёл с семнадцатью тысячами жителей. В 1918 году в окрестностях Шамахи располагалось 15 сел с преимущественно армянским населением: Мадраса, Мейсари, Каркандж, Калахан, Арпавут, Ханишен, Дара-Каркандж, Миришен, Зарху, Сагян, Пахракуш, Гюрджилар, Гаджар, Тваришен и Балишен. Все армянские поселения в районе Шемахи были разрушены в 1918-1920 годах, после чего большинство из них стало заброшенными, а остальные не имеют армянского населения.
В начале Первой карабахской войны шамахинские армяне оказались во враждебном окружении. В конце 1980-х — начале 1990-х годов армянонаселенные села Шемахинского района подверглись принудительному обмену селами с азербайджанонаселенными селами Армении. Остальные армяне Шамахи оставили свои дома, которые позже были заняты азербайджанцами.

## Культура

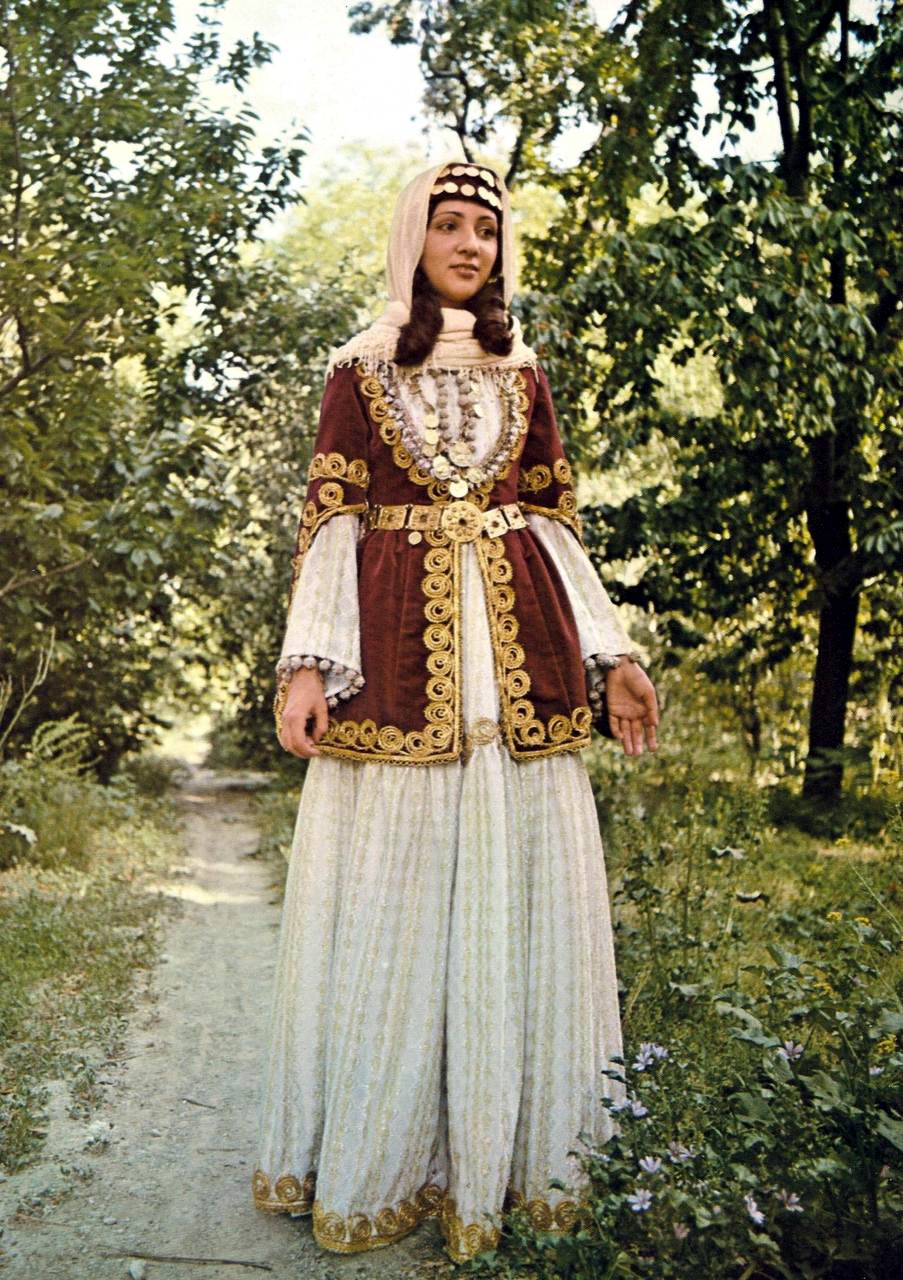
Традиционное армянское платье из Шамахи, XIX век.

### Текстиль
Производство шёлка являлось основной экономической составляющей Шемахи и значительной частью культурного наследия армян города со 130 предприятиями по мотанию шёлка, принадлежавшими в основном армянам, хотя с 1864 года отрасль значительно пришла в упадок.
Шамаха также являлась одним из главных центров армянского ковроткачества. Шемахинский ковровый стиль получил известность благодаря своими уникальными драконьим мотивами. Армянский ковер-дракон, известный как вишапагорг, был одним из самых популярных стилей ковров на Кавказе и важным представителем армянского культурного наследия.

### Шамахинские танцовщицы
Шамаха была известна своими уникальными «шамахинскими танцовщицами». Этот вид искусства нравился как армянам, так и азербайджанцам. Армянские танцовщицы, такие как Армен Оганян (урождённая Софья Эммануиловна Пирбудагян), внесли большой вклад в это искусство.
Произведение «Танцовщица Шамахи» рассказывает о жизни армянской танцовщицы Армен Оганян, её танцевальном образовании, проведенном детстве в России и путешествиях по Ирану и Египту. Оно было опубликовано на французском языке как La Danseuse de Shamakha в 1918 году и переведен на английский язык в 1923 году Роуз Уайлдер . Переехав в Европу, Оганян танцевала для публики традиционные танцы, читала лекции о поэзии и была активным членом интеллектуальных и политических кругов.

### Театр
В 1830-х годах в Шамахе начал развиваться армянский театр. В армянской газете Мшак за 1882 год было опубликовано письмо, в котором один из горожан предлагает отдать в пятилетнее пользование молодёжи города просторный зал на втором этаже своего дома, при условии, что из числа молодёжи будет сформирована группа любителей, готовая давать по 5-6 спектаклей в год и на вырученные средства содержать бедную школу девочек Шамахи С. Сандханян.

## Образование
В 1896 году в Шемахе имелось три армянских церковно-приходских школы: мужская и женская для армян — прихожан Армянской апостольской церкви, а также одна смешанная — для армян-лютеран.

## Религия

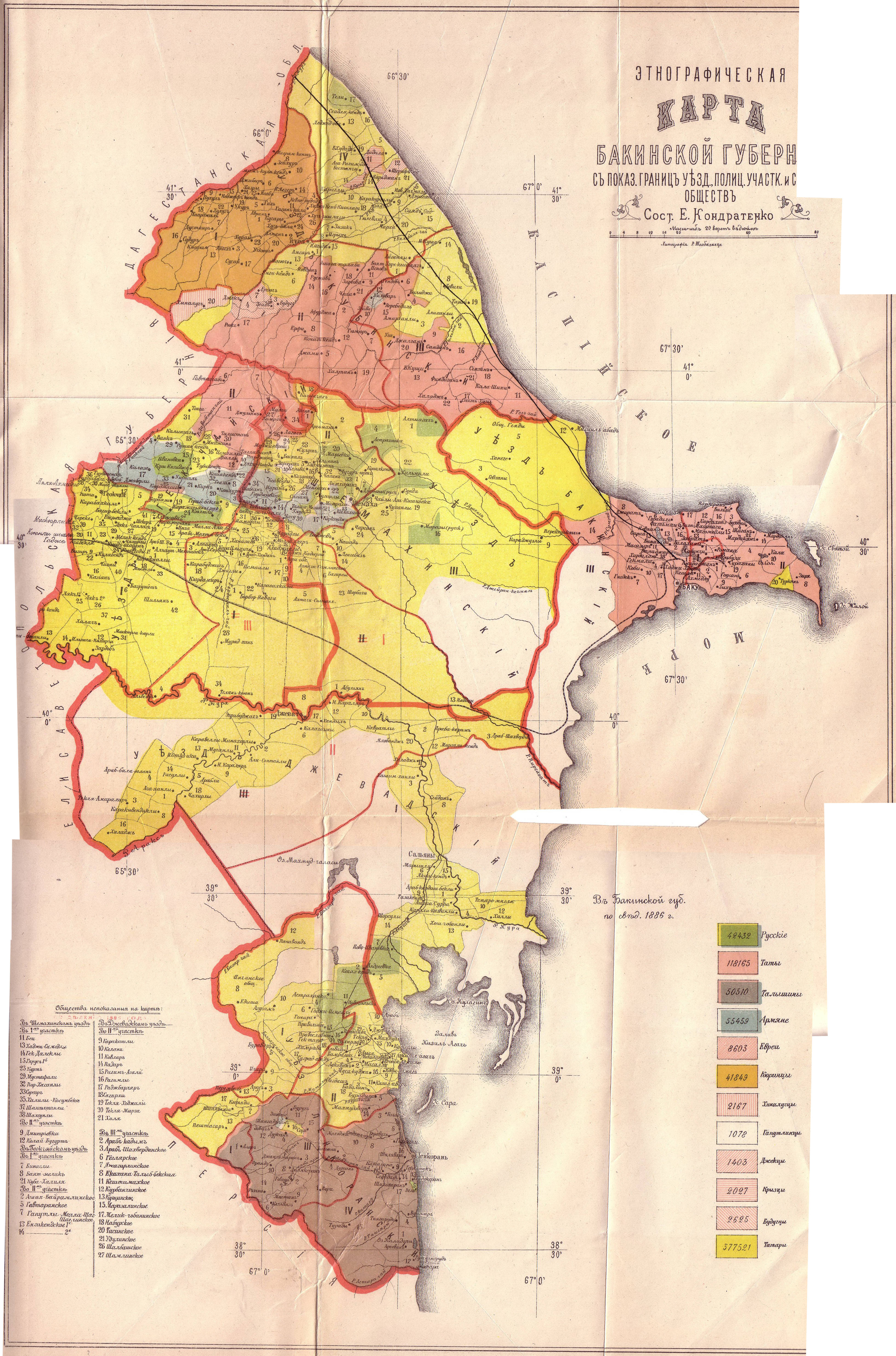
Этническая карта Бакинской губернии. Синим цветом выделены территории населённые армянами

После присоединения Шамахи к Российской империи в соответствии с Указом об управлении делами Армянской церкви в 1836 году была создана Шемахинская епархия, в состав которой входило 39 церквей (по данным до Первой мировой войны).
Согласно Брокгаузу и Ефрону, из 20 008 жителей Шамахи в 1903 году 21 % составляли прихожане Армянской Апостольской церкви (ААЦ) и православные. В Шамахе также была значительная армянская протестантская община, которая часто конфликтовала с ААЦ. Издание «Евангельское христианство» 1879 года называет Шемаху родным городом армян-протестантов, имеющих здесь уютную церковь и процветающую общину. В конце XIX века все шамахинские армяне, за исключением 5 домов армян-протестантов, были прихожанами ААЦ.
В начале XX века в Шемахе было три армянские церкви, а в армянской деревне Сагян, расположенной к западу, находился монастырь, который был резиденцией местного архиепископа.
Миллер, Олеарий и Бакиханов в своих работах говорят о высоком уровне ассимиляции среди ширванских армян, отмечая, что некоторые из них приняли мусульманскую веру и распространились среди большинства (это продолжалось и в восемнадцатом веке), а другие перешли на татский язык, оставаясь при этом христианами.

## Армяно-таты
Армяно-таты являют собой отдельную группу татоязычных армян, исторически населявших восточные районы Южного Кавказа, особенно Шамахинский район. Большинство ученых, изучающих татский язык, такие как Борис Миллер и Играр Алиев, сходятся в том, что армяно-таты — это этнические армяне, претерпевшие языковой сдвиг, в ходе которого приняли татский в качестве своего первого языка. Это объясняется, с одной стороны, самоидентификацией армяно-татов, заявивших в ходе исследования Миллера, что они считают себя армянами, а также некоторыми языковыми особенностями их диалекта.

## Язык
Адам Олеарий путешествовал по исторической области Ширван (современный центральный Азербайджан) в 1637 году и упоминал о существовании в городе Шамахе общины армян, которые «имели свой язык», но также «говорили по-тюркски, как и все люди в Ширване» Владение армянами «татарским» языком, помимо родного — армянского, подтверждается исследованиями региона в конце XIX века.

### Шамахинский диалект армянского

Обложка книги «Диалект Шамахи» Р. Баграмяна, 1964 год

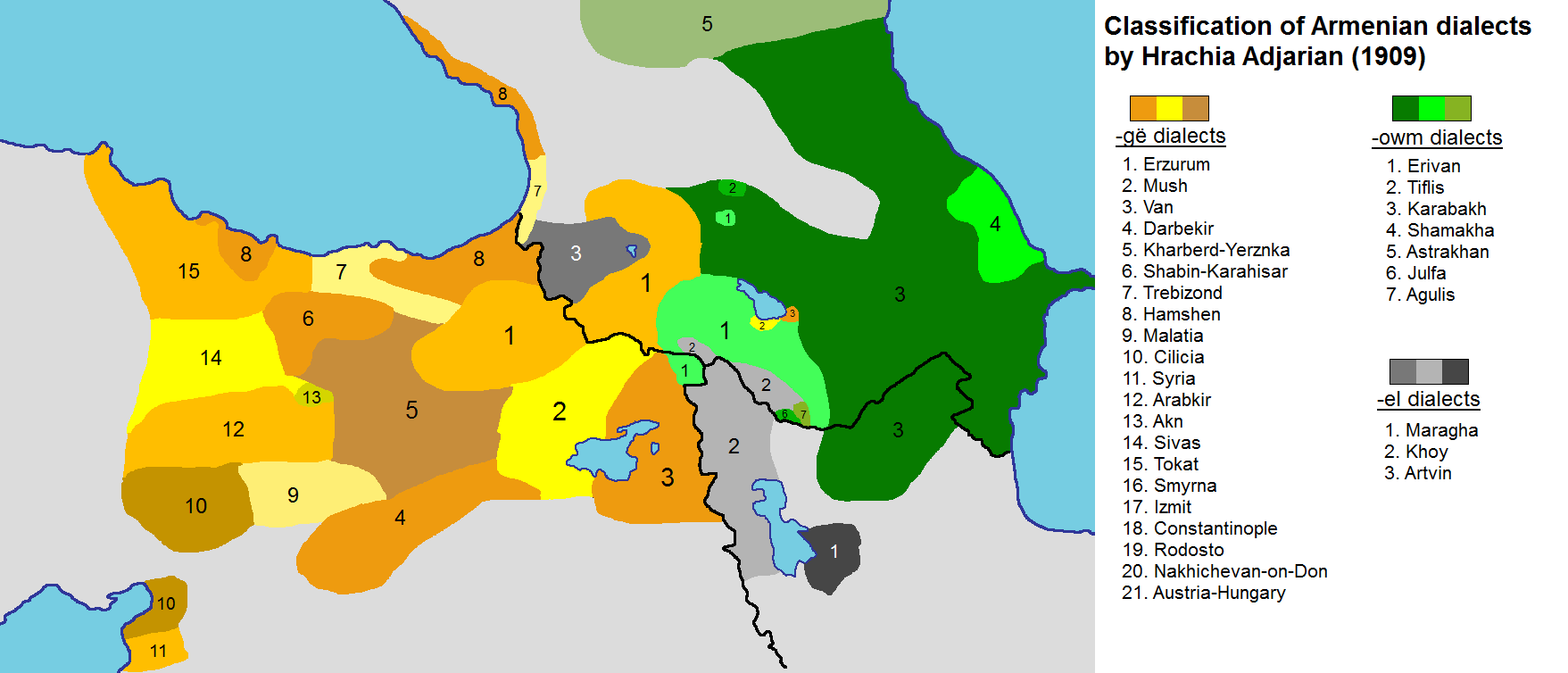
Армянские диалекты в 1909 году. Шамахинский диалект выделен светло-зелёным под номером 4.

Армянский диалект, по морфологической классификации относящийся к «ум» (арм. «ում») ветви глагольной группы. По фонологической классификации является диалектом с двусложной глухой системой согласных.
Шамахинский диалект армянского языка составлял значительную часть культурного наследия шамахинских армян. Он хорошо сохранялся, когда армяне жили в Шамахе, но вышел из употребления после насильственного переселения армян в 1988 году.

## Известные уроженцы
- Акоп V Шамахеци — католикос Армянской Апостолькой Церкви (1752-1763), деятель армянского национально-освободительного движения[40].
- Армен Оганян — армянская танцовщица, актриса, писатель и переводчик.
- Ованнес Абелян — армянский актёр, Народный артист Армянской ССР и Народный артист Азербайджанской ССР[38].
- Александр Ширванзаде — армянский драматург и прозаик, удостоен званий Народный писатель Армянской ССР и Народный писатель Азербайджанской ССР[38].
- Гостан Зарян — армянский писатель и поэт[38].